# 相互扶助論
『相互扶助論』（相互扶助　進化の原因） Mutual Aid: A Factor of Evolution は、ロシアの地理学者、アナーキストであるピョートル・クロポトキンのエッセイ集。もともと1890年から1896年にかけてイギリスの定期刊行誌『The Nineteenth Century（19世紀）』に英語で投稿されたものをまとめて、1902年に出版された書籍である。
相互に恩恵のある協力関係、互恵性（相互扶助）が生物環境においても人間社会においても果たす役割を、過去から現在にかけて明らかにすることを目指していた。クロポトキンはこの中で社会ダーウィニズムの理論、それらが強調していた生存共存と適者生存の主張に反論し、他方でジャン＝ジャック・ルソーのような博愛によって社会に調和がもたらされるといったような理想的描写も批判した。代わりにクロポトキンが主張したのは、相互扶助は人間集団や動物集団が生き残るための現実的な利点を有しており、さらにそれは自然選択によって支持されているという点であった。
相互扶助論はアナルコ・コミュニズムの主要文献に位置づけられ、マルクス主義の史的唯物論に代わるコミュニズムの科学的根拠を提示する。クロポトキンは自然界、先住民や初期ヨーロッパの社会、中世の自由都市（とりわけギルド）、19世紀後半の村落、労働運動、貧困者などに目を向け、そうした場で相互扶助が生存と繁栄に重要な役割を果たしたと論じた。また国家については、私有財産の導入によって昔ながらの相互扶助制度を破壊したものとして批判している。
多くの生物学者、たとえばスティーヴン・ジェイ・グールドも、相互扶助論が自然界における協力関係の研究を触発した重要な文献であると考えている。

## 議論
ダニエル・P・トーデスは『ロシアの博物学者たち』の中でロシア近代における左派的思想の展開を歴史的に辿った上で、クロポトキンの研究が19世紀ロシアの自然主義的パラダイムの上に成立したものであったことに注意を促している。